# Ростковский, Феликс Яковлевич
Феликс Яковлевич Ростковский (19 (31) мая 1841 — 3 июня 1920) — русский военный деятель, генерал от инфантерии, член Военного Совета.

## Биография
Происходил из дворян Могилёвской губернии лютеранского вероисповедания. Родился 19 (31) мая 1841 года.
После выпуска из Полоцкого кадетского корпуса в 1856 году, окончил 2-е военное Константиновское училище и Михайловскую артиллерийскую академию (1863; по 2-му разряду). 16 июня 1861 выпущен прапорщиком в лейб-гвардии Финляндский полк. 17 апреля 1863 произведен в подпоручики, 19 апреля 1864 — в поручики, 27 февраля 1864 назначен делопроизводителем хозяйственной части полка. 30 августа 1866 произведен в штабс-капитаны, 14 декабря 1868 получил в командование 10-ю роту полка. 28 марта 1871 произведен в капитаны, 8 октября 1872 назначен помощником управляющего делами Главного комитета по устройству и образованию войск (отчислен 7 марта 1879). 4 апреля 1876 произведен в полковники. 
29 августа 1877 назначен командиром запасного батальона Финляндского полка. С 5 сентября 1878 член особой комиссии по обсуждению и разработке вопроса об изменении существующего порядка в хозяйственном устройстве полевых артиллерийских частей. 11 сентября 1878 сдал командование батальоном. 
8 февраля 1880 назначен членом от Военного министерства в военно-окружной совет Финляндского военного округа, 9 октября 1883 переведен на ту же должность в военно-окружной совет Одесского военного округа. 30 августа 1886 произведен в генерал-майоры, 11 января 1890 назначен окружным интендантом Московского военного округа. 14 мая 1896 произведен в генерал-лейтенанты.
11 апреля 1902 назначен помощником Главного интенданта Военного министерства. Представитель от главного интендантского управления в комиссии по обсуждению вопроса о мерах к ограничению заграничных заказов по военному ведомству (5 мая 1902). 20 марта 1903 назначен начальником Главного интендантского управления и Главным интендантом Военного министерства. 
6 декабря 1906 произведен в генералы от инфантерии, 6 июня 1908 назначен членом Военного совета. 1 января 1915 уволен со службы за истечением срока пребывания в Военном Совете. После отставки проживал в Петрограде. 25 июня 1917 года выехал с семьёй в своё имение в село  Бобоедово Сенненского уезда Могилевской губернии, где и проживал до возвращения в Петроград 13 октября 1917 года. Оставил ценные записки о ситуации в послереволюционной деревне.
Умер 3 июня 1920 года в Петрограде.
Известно, что его сын мичман Феликс Феликсович Ростковский 4 ноября 1915 года женился на дочери генерал-майора Наталье Николаевне Анцовой.

## Награды
- орден Святой Анны 3-й ст. (1867)
- орден Святого Владимира 4-й ст. (30.08.1876)
- орден Святого Станислава 2-й ст. (1879)
- орден Святой Анны 2-й ст. (30.08.1882)
- бриллиантовый перстень с вензелем Императора (4.1.1883) за составление истории лейб-гвардии Финляндского полка.
- орден Святого Владимира 3-й ст. (30.08.1885)
- орден Святого Станислава 1-й ст. (30.08.1889)
- орден Святой Анны 1-й ст. (30.08.1892)
- Серебряная медаль «В память царствования императора Александра III» на александровской ленте (26.02.1896)
- Серебряная медаль «В память коронации императора Николая II» на андреевской ленте (26.05.1896)
- Бронзовая медаль «В память царствования Императора Николая I» на александровской ленте (15.11.1897)
- орден Святого Владимира 2-й ст. (2.12.1899)
- орден Белого Орла (Российская империя) (6.12.1903)
- орден Святого Александра Невского (30.07.1905, алмазные знаки — 08.02.1915)